# Episodi de Il Signore degli Anelli - Gli Anelli del Potere (seconda stagione)
La seconda stagione della serie televisiva Il Signore degli Anelli - Gli Anelli del Potere (The Lord of the Rings: The Rings of Power), composta da otto episodi, è stata pubblicata sulla piattaforma streaming on demand Prime Video dal 29 agosto al 3 ottobre 2024, in tutti i Paesi in cui è disponibile.
| n° | Titolo originale            | Titolo italiano            | Pubblicazione     |
| -- | --------------------------- | -------------------------- | ----------------- |
| 1  | Elven Kings Under the Sky   | Re elfici sotto il cielo   | 29 agosto 2024    |
| 2  | Where the Stars are Strange | Dove le stelle sono strane | 29 agosto 2024    |
| 3  | The Eagle and the Sceptre   | L'Aquila e lo Scettro      | 29 agosto 2024    |
| 4  | Eldest                      | Il più antico              | 5 settembre 2024  |
| 5  | Halls of Stone              | Sale di pietra             | 12 settembre 2024 |
| 6  | Where Is He?                | Lui dov'è?                 | 19 settembre 2024 |
| 7  | Doomed to Die               | Destinati a morire         | 26 settembre 2024 |
| 8  | Shadow and Flame            | Ombra e fiamma             | 3 ottobre 2024    |

## Re elfici sotto il cielo
- Titolo originale: Elven Kings Under the Sky
- Diretto da: Charlotte Brändström
- Scritto da: Gennifer Hutchison

### Trama
In un flashback, dopo la sconfitta di Morgoth, gli orchi si riuniscono a nord, nel Forodwaith. Sauron tenta di convincerli a seguirlo, promettendo di trovare un nuovo potere nel mondo invisibile. Tuttavia, a causa dei suoi modi tirannici e brutali, gli orchi si ribellano e lo pugnalano selvaggiamente, uccidendolo. A quel punto Adar viene eletto nuovo padrone degli orchi. All'insaputa di tutti, lo spirito di Sauron si reincarna fino ad assumere la forma di Halbrand, identità con la quale si unisce alla gente in fuga dalle Terre del Sud e, dopo il naufragio, incontra Galadriel.
Nel presente, dopo la forgiatura dei tre Anelli del Potere, Elrond, avendo compreso che Galadriel gli nasconde qualcosa, li porta nel Lindon, dove l'Alto Re Gil-galad costringe Galadriel a rivelare la verità, ovvero che Halbrand è Sauron. Nonostante ciò, Gil-galad è comunque interessato ad usare gli Anelli e Elrond, temendo l'influenza di Sauron su di essi, fugge con essi, diventando ricercato. Elrond porta gli Anelli da Círdan, l'elfo più vecchio e saggio della Terra di Mezzo, chiedendogli aiuto per distruggerli. Círdan inizialmente accetta, ma poi anche lui cade vittima del fascino magico degli Anelli, rimanendone ammaliato e riportandoli all'Alto Re. Gli Anelli, dunque, vengono indossati da Círdan, Galadriel e Gil-galad, e immediatamente la luce degli Eldar è ripristinata, rigenerando i boschi del Lindon.
Intanto, Nori Brandipiede e lo Straniero sono in viaggio per Rhûn, ma si sono persi. Lo Straniero è tormentato da misteriose visioni, ed evita di utilizzare i suoi poteri per paura di perderne il controllo. I due realizzano di essere seguiti, e scoprono che si tratta di Poppy, la quale è partita in cerca di Nori per consegnarle una mappa, trovata in un vecchio libro di Sadoc, che conduce a Rhûn.
A Mordor, Adar ha realizzato il suo piano di fondare un regno per gli orchi e gli umani che gli hanno giurato fedeltà, con Waldreg come suo braccio destro. Halbrand si lascia catturare e rivela ad Adar che Sauron è tornato, facendogli credere che sia alleato degli elfi, e che stia creando un'arma per dominare la Terra di Mezzo. Successivamente si libera e fugge, recandosi nell'Eregion e chiedendo udienza a Celebrimbor.
- Altri interpreti: Jack Lowden (Sauron del Forodwaith), Ben Daniels (Círdan), Sam Hazeldine (Adar), Nicholas Woodeson (Diarmid), Geoff Morrell (Waldreg), Amelia Kenworthy (Mirdania), Adam Basil (Orco nervoso), John Macdonald (Orco), Nellie Burroughes (venditrice ambulante), Virginie Laverdure (Abigail), Rosalie Button (sopravvissuta sulla zattera), Jane Montgomery Griffiths (Astrid), Matt Bennett (sopravvissuto sulla zattera), Berynn Schwerdt (Eamon), Daniel Burke (guardia), Robert Strange (Glüg), Hélder Fernandes (ragazzo emaciato), Mark Kempner (prigioniero anziano), Tomás Azocar-Nevin (prigioniero giovane), Zates Atour (Brânk), Celeste Dodwell (artigiana elfica), Jamie Bisping (Calenwë), Emily-Jane McNeill (Ídhiel), Arkie Reece (Kilta).

## Dove le stelle sono strane
- Titolo originale: Where the Stars are Strange
- Diretto da: Louise Hooper e Charlotte Brändström
- Scritto da: Jason Cahill

### Trama
L'eruzione del Monte Fato causa attività sismica in tutta la Terra di Mezzo, inclusa una scossa nel regno nanico di Khazad-dûm che distrugge il loro sistema di illuminazione, lasciando la città al buio e portando all'appassimento dei loro raccolti. Il re Durin III e suo figlio, il principe Durin IV, si rifiutano di riconciliarsi a seguito della decisione di Durin IV di aiutare Elrond a scavare per recuperare il raro minerale Mithril. La moglie di Durin IV, Disa, si rende conto che la sua capacità di cantare alle montagne non può aiutarli e cerca di convincere padre e figlio a parlare.
Galadriel ha una visione di Celebrimbor che recita una poesia sugli Anelli del Potere mentre viene ucciso da viti che lei stessa ha piantato. Preoccupata, suggerisce all'Alto Re Gil-galad che Sauron possa trovarsi in Eregion e chiede di andare lì. Anche Gil-galad ha avuto visioni da quando ha indossato il suo Anello del Potere, ma si rifiuta di mandare Galadriel da sola a causa del fatto che è già stata ingannata da Sauron in passato. Galadriel chiede a Elrond di accompagnarla. Inizialmente lui rifiuta, disapprovando la decisione dell'elfa di indossare uno degli Anelli, ma Círdan convince Elrond che sarebbe meglio aiutare i suoi amici piuttosto che abbandonarli. Egli viene dunque nominato leader della compagnia di Galadriel, con grande disappunto di quest'ultima.
A Rhûn, nella città di Caras Gaer, l'Abitatrice, una delle tre sacerdotesse che avevano tentato di rapire lo Straniero, e che erano state annientate da lui, viene resuscitata dal misterioso Stregone Oscuro, il quale, deluso dal suo fallimento, manda un gruppo di cavalieri a catturare lo Straniero. Resisi conto di essere seguiti, lo Straniero, Nori e Poppy attraversano un deserto nel tentativo di evitare i cavalieri. Finiscono il cibo e l'acqua, e lo Straniero collassa per la disidratazione. Le Pelopiedi trovano un pozzo e riescono a rianimarlo, ma avvertono involontariamente i cavalieri della loro posizione. Trovando un bastone che crede sia quello dei suoi sogni, lo Straniero evoca un ciclone di sabbia che scaccia i cavalieri, ma perde il controllo e la tempesta spazza via anche Nori e Poppy.
Sauron si presenta come Halbrand alle porte di Eregion e si rifiuta di andarsene. Celebrimbor attende notizie dal Lindon, non sapendo che i messaggeri di Gil-galad sono stati uccisi lungo il tragitto verso Eregion. Nonostante abbia promesso a Galadriel che non avrebbe mai più parlato con Halbrand, Celebrimbor decide infine di respingerlo di persona. Halbrand cerca di convincere Celebrimbor a creare Anelli del Potere per nani e Uomini, ma il fabbro rifiuta, temendo l'uso che le due razze potrebbero fare di un tale potere. Allora, Sauron cambia platealmente forma davanti a lui, assumendo sembianze elfiche, e affermando che il suo vero nome è Annatar, il "Signore dei Doni", un emissario dei Valar venuto ad aiutare a salvare la Terra di Mezzo dal male.
- Altri interpreti: Amelia Kenworthy (Mirdania), Kevin Eldon (Narvi), Ben Daniels (Círdan), Akshay Khanna (comandante dell'esercito dell'ovest), Freddie Bowerman (comandante dell'esercito dell'est), Jeany Spark (comandante dell'esercito del sud), Jamie Bisping (Calenwë), Zates Atour (Brânk), Bryony Miller (Accolita), Anabel Kutay (accolita messaggera), Bridie Sisson (L'Abitatrice), Arkie Reece (Kilta), Theo Spofforth (esploratore di Gaudrim), Laura Jane Matthewson (Revna), Rachel Payne (Brenna), Ewan Black (nano minatore), Stuart Bowman (Barduk), Simon Greenall (nano minatore), Celeste Dodwell (artigiana elfica), Tom Slatter (guardia del palazzo nanica).

## L'Aquila e lo Scettro
- Titolo originale: The Eagle and the Sceptre
- Diretto da: Charlotte Brändström e Louise Hooper
- Scritto da: Helen Shang

### Trama
Dopo che suo figlio Isildur è presumibilmente morto nell'eruzione del Monte Fato, il capitano Elendil ritorna a Númenor con la regina reggente Míriel, che ha perso la vista, e altri sopravvissuti. Cerca di portare con sé il cavallo di Isildur, Berek, ma il cavallo si rifiuta di seguirlo ed Elendil lo lascia libero. Berek ritorna a Mordor e trova Isildur, vivo, in un nido di ragni giganti. Berek sveglia Isildur, che combatte un ragno particolarmente grande e riesce a fuggire. Altrove a Mordor, Adar chiede al troll delle colline Damrod di unirsi al suo esercito per combattere Sauron.
Celebrimbor e Sauron, sotto l'aspetto di Annatar, invitano il principe Durin IV e la principessa Disa a Eregion e rivelano il loro piano di creare Anelli del Potere per i nani. Durin IV non si fida di Annatar e porta con riluttanza questa proposta al re Durin III, che accetta di dare agli elfi il mithril di cui hanno bisogno per creare più anelli.
A Númenor, molti cittadini esprimono il loro disappunto per l'ascesa al trono di Míriel dopo la morte di suo padre, il re Tar-Palantir. Ciò è dovuto alla sua decisione di andare nella Terra di Mezzo, che ha portato a tante morti, e anche alla sua cecità. Lord Belzagar consiglia al cugino di Míriel, Pharazôn, di rivendicare il trono per sé. Pharazôn è preoccupato che non ci sia abbastanza sostegno pubblico per una tale mossa, fino a quando la figlia di Elendil, Eärien, rivela di avere il palantír di Míriel.
Lasciando Mordor, Isildur incontra una giovane donna di nome Estrid. Sulla loro strada verso Pelargir, una vecchia colonia númenóreana, vengono attaccati da Uomini Selvaggi che rubano Berek. La coppia viene salvata dall'elfo Arondir. A Pelargir, Arondir tiene un funerale per Bronwyn, la guaritrice umana di cui si era innamorato, che è morta per le ferite riportate nella battaglia prima dell'eruzione. Il figlio di Bronwyn, Theo, respinge i tentativi di Arondir di confortarlo. Isildur si lega a Estrid per la perdita dei loro rispettivi cari, non sapendo che lei porta il marchio di Adar. Theo e Isildur tentano di rubare Berek agli Uomini Selvaggi e quasi ci riescono, finché Theo non viene attaccato da qualcosa, che attacca anche gli uomini selvaggi.
Durante l'incoronazione di Míriel, Eärien rivela il palantír elfico, suscitando indignazione tra la popolazione, che è largamente contraria ai vecchi costumi elfici di Númenor. Un'Aquila Gigante arriva all'incoronazione, un raro e potente presagio per il nuovo sovrano. Tuttavia, Belzagar sostiene che la presenza dell'Aquila significhi sostegno per Pharazôn.
- Altri interpreti: Alex Tarrant (Valandil), Ema Horvath (Eärien), Leon Wadham (Kemen), Will Keen (Lord Belzagar), Sam Hazeldine (Adar), Nia Towle (Estrid), Kevin Eldon (Narvi), Robert Strange (Khruge / Glüg), Jonny James (Orco razziatore), Ken Blackburn (Tar-Palantir), William Chubb (Alto sacerdote di Númenor), Kirsty Hoiles (Niluzôr), Benjamin Walker (Damrod, il troll di collina), Peter Temple (uomo anziano), Alli Ryan (donna folle), Nazanin Boniadi (Bronwyn), Gabriel Akuwudike (Hagen), Murray McArthur (Ammred), Mihir Pandya (uomo selvaggio con un solo occhio).

## Il più antico
- Titolo originale: Eldest
- Diretto da: Louise Hooper e Sanaa Hamri
- Scritto da: Glenise Mullins

### Trama
Elrond, capitano della spedizione, parte dal Lindon per l'Eregion accompagnato da Galadriel, che ricopre il ruolo di tenente, insieme a un arciere e due spadaccini. La loro missione è informare Celebrimbor dell'inganno orchestrato da Sauron. Tuttavia, tra Elrond e Galadriel il rapporto è conflittuale. Elrond nutre dubbi sulla lealtà di Galadriel a causa dei suoi precedenti legami, inconsapevoli, con Sauron, che si era nascosto sotto le sembianze di Halbrand. Durante il viaggio, la compagnia scopre che il ponte Axa, un passaggio cruciale, è stato distrutto. Galadriel sospetta immediatamente che dietro a questa distruzione ci sia Sauron. Camnir, uno degli elfi del gruppo, suggerisce due vie alternative, tra cui un percorso verso sud attraverso le colline di Tyrn Gothard.
Galadriel ha una visione che le mostra come quelle colline siano corrotte dal male e avverte il gruppo che attraversarle è parte del piano di Sauron. Tuttavia, Elrond decide di non ascoltarla e sceglie di procedere comunque. Durante l'attraversamento delle colline, gli Spettri dei Tumuli, risvegliati dall'ira e dalla vendetta e manipolati da Sauron, attaccano il gruppo. Nel frattempo, una grande orda di Orchi è avvistata mentre marcia verso l'Eregion. Durante lo scontro, Camnir viene ferito da una freccia nemica, e Galadriel utilizza il potere del suo anello per guarirlo.
Consapevole del pericolo imminente, Galadriel ordina a Elrond e al resto del gruppo di tornare a Lindon per informare Gil-galad della presenza degli Orchi nelle terre elfiche, affidando a Elrond il suo anello. Lei, invece, decide di affrontare da sola l'orda di Orchi, ma alla fine cade prigioniera di Adar.
Nel frattempo, lo Straniero continua la sua ricerca di Nori e Poppy nelle terre di Rhûn, quando incontra Tom Bombadil. Nel tentativo di prendere un ramo da un albero, lo Straniero viene intrappolato, ma Tom lo libera e lo accoglie nella sua dimora. Qui, Tom si rivela essere il più antico degli esseri viventi e parla allo Straniero della magia, spiegandogli che non è ancora pronto a gestirla. Tom racconta inoltre che, anni prima, un altro Istar, noto come lo Stregone Oscuro, cercava di controllare la magia e ora governa Rhûn. Se lo Stregone Oscuro si alleasse con Sauron, l'intera Terra di Mezzo sarebbe in pericolo. Lo Straniero si rende conto che il suo destino sarà quello di affrontare entrambi: Sauron e lo Stregone Oscuro.
Nori e Poppy, nel frattempo, incontrano uno sturoe chiamato Merimac, che le porta al suo villaggio. Lì, incontrano Gundabale, la leader del gruppo, che inizialmente le accoglie con sospetto a causa della minaccia dei cavalieri che le stanno cacciando. Nori rivela che stanno seguendo un "gigante" in cerca del suo destino, uno stregone. Gundabale, temendo che si tratti dello Stregone Oscuro, decide di imprigionare Nori e Poppy, ma quando i cavalieri attaccano, le difende.
Infine, Brânk, capo dei cavalieri, informa lo Stregone Oscuro che l'Istar è molto più potente di quanto si aspettassero e che ha ucciso due dei suoi uomini con una tempesta di sabbia. Lo Stregone Oscuro si prepara quindi a confrontare l'Istar, mentre i cavalieri si occupano di cacciare le due Pelopiedi.
Intanto, Arondir, Isildur ed Estrid partono alla ricerca di Theo. Nel villaggio, gli abitanti sospettano che siano stati i selvaggi a rapire Theo, ma Arondir nota le asce degli uomini lasciate sul luogo della cattura. Questo lo porta a capire che non sono stati i selvaggi i responsabili, e che anch'essi sono stati attaccati. Inoltre, scopre una bruciatura sul collo di Estrid, un segno caratteristico che i selvaggi usano per nascondere il marchio di Adar.
Determinati a ritrovare Theo, Arondir, Isildur ed Estrid si mettono in viaggio, con quest'ultima incatenata. Durante il cammino, Isildur cade nelle sabbie mobili e Arondir viene trascinato con lui. Fortunatamente, Estrid riesce a salvarli entrambi, e Isildur, riconoscente, decide di liberarla dalle catene.
Infine, scoprono che i colpevoli sono gli Ent della foresta, i quali, dopo aver comunicato pacificamente con Arondir, rilasciano Theo. Estrid si riunisce con il suo promesso sposo, mentre Isildur, segretamente innamorato di lei, si allontana silenziosamente, combattuto tra i suoi sentimenti.
- Altri interpreti: Rory Kinnear (Tom Bombadil), Sam Hazeldine (Adar), Jim Broadbent (Radicontorto), Olivia Williams (Fioritoinverno), Calam Lynch (Camnir), Gavi Singh Chera (Merimac), Tanya Moodie (Gundabale Earthauler), Nia Towle (Estrid), Charlie Rix (Vorohil), Selina Lo (Rían), Oliver Alvin-Wilson (Daemor), Zates Atour (Brânk), Peter Landi (Marmadas), Bridie Sisson (L'Abitatrice / Spettro dei Tumuli), Anabel Kutay (accolita messaggera), Raya Yarbrough (Baccador), Kaner Scott (Spettro dei Tumuli), Robert Strange (Spettro dei Tumuli / Snaghûl), Thomas Gilbey (Spettro dei Tumuli / Drúv), Arthur Griffiths (Spettro dei Tumuli), Joshua Ford (abitante delle Terre del Sud pragmatico), Stewart Scudamore (abitante delle Terre del Sud brizzolato), Gabriel Akuwudike (Hagen), Murray McArthur (Ammred), Theo Spofforth (esploratore di Gaudrim), Kai Martin (Borzag), Anthony Skrimshire (orco guerriero), Zubin Varla (voci addizionali).

## Sale di pietra
- Titolo originale: Halls of Stone
- Diretto da: Louise Hooper e Sanaa Hamri
- Scritto da: Nicholas Adams

### Trama
Re Durin III, affascinato dall’Anello del Potere che Lord Celebrimbor gli ha destinato, inizia a percepire l’influenza dell’artefatto. Guidato dal potere dell’Anello, esorta i minatori, tra cui suo figlio, a scavare in un punto specifico. Il principe lo mette in guardia, poiché si tratta di un muro portante, ma il re, ignorando l’avvertimento, continua fino a quando un varco si apre e la luce finalmente inonda il regno. Soddisfatto, indica ai minatori un altro punto da scavare, così che la luce possa diffondersi ancora una volta all’interno di Khazad-dûm.
Disa, tuttavia, vede con sospetto l’uso dell’anello per trovare la via della luce. Durante una visita al mercato, la principessa scopre che il re ha introdotto una “tassa sull’anello”: per ogni moneta spesa, una parte sarà destinata al sovrano. Successivamente, Disa si imbatte in un vicolo che conduce a un lago e nota qualcosa di inquietante nell’acqua, una creatura nascosta che ruggisce.
Intanto, re Durin III convoca gli emissari dei sette regni nanici, avvertendoli che una minaccia oscura incombe su tutti i loro domini, ma esprime fiducia nel fatto che gli anelli li proteggeranno. Ordina quindi al suo braccio destro, Narvi, di scavare più a fondo, oltrepassando le restrizioni che lui stesso aveva imposto decenni prima, convinto che ci sia oro nascosto nelle profondità delle miniere.
Il principe Durin IV, preoccupato, avverte il padre che sotto le miniere si nasconde qualcosa di antico e malvagio, implorandolo di interrompere gli scavi. Ma re Durin, cieco di fronte al pericolo, lo ignora e ordina di continuare. Tuttavia si riconcilia con lui, fiero del fatto che il suo desiderio di salvare gli Elfi abbia in realtà protetto anche il regno dei nani. Decide quindi di reintegrare il figlio nel suo ruolo di Principe. Disa, vedendo Durin indossare di nuovo l’emblema principesco, capisce che i suoi tentativi di convincerlo sono stati vani. Con determinazione, gli fa giurare solennemente di non indossare mai l’anello.
Nell'Eregion, viene inaugurata la nuova porta occidentale del regno di Durin, una meraviglia di ingegneria nanica: impenetrabile, visibile solo sotto la luce della luna, e protetta da una parola segreta conosciuta esclusivamente dagli amici più fidati.
Nel frattempo, Sauron, celato sotto le spoglie di Annatar, intuisce che Celebrimbor non ha intenzione di forgiare nuovi anelli per gli uomini, considerandoli troppo facilmente corruttibili e, per la maggior parte, già legati a giuramenti di fedeltà verso Adar. Celebrimbor stesso si rende conto che Annatar è capace di manipolare la sua mente. Annatar, non scoraggiato dal rifiuto del fabbro, propone di trovare nove uomini dal cuore puro a cui destinare i Nove Anelli. Celebrimbor declina nuovamente, ma Annatar non demorde e si dichiara pronto a forgiare gli Anelli da solo.
Nell’officina di Celebrimbor, strani fenomeni cominciano a manifestarsi: lo strumento per la forgiatura si muove misteriosamente e si scaglia con forza contro una colonna. Celebrimbor osserva incredulo mentre altri oggetti cadono. Inoltre, Mirdania ha una visione in cui vede un luogo avvolto nella nebbia e nell’oscurità e una figura imponente, con la pelle ardente e l’odore della morte, eterna e spietata, che sembra averli accompagnati nell’officina per tutto il tempo.
In quel momento, arriva il principe Durin, annunciando una questione urgente riguardante gli Anelli. Celebrimbor va a parlargli da solo, rifiutando la richiesta di Annatar di partecipare. Il principe Durin riferisce che suo padre è cambiato: è diventato freddo, collerico e chiede metà delle miniere in cambio degli anelli per i principi dei nani, una richiesta mai avanzata prima. Durin si chiede se l’anello sia la causa di questa trasformazione, ma Celebrimbor nega che vi sia un difetto negli anelli stessi; Durin allora insinua che il problema possa risiedere nel loro creatore, e chiede a Celebrimbor quanto conosca realmente Annatar, mentre quest’ultimo, parlando con Mirdania, cerca di rassicurarla. Annatar spiega che il mondo invisibile, che lei ha visto, permette di percepire la verità delle cose, e che il contributo di Celebrimbor alle due forgiature lo ha lasciato vulnerabile all’ombra. Le fa promettere di non rivelare nulla, neppure a lui stesso.
Celebrimbor, con crescente preoccupazione, ammette ad Annatar che c’è qualcosa di strano negli Anelli dei nani e gli chiede se li abbia alterati. Annatar nega, sostenendo che entrambi sono coinvolti, poiché la creazione degli anelli è una questione spirituale, intrisa di inganno. Annatar allude poi alla lettera inviata da Celebrimbor all’Alto Re, in cui il fabbro mente, nascondendo il fatto che gli Anelli per i nani erano già stati segretamente forgiati. Lo esorta a recarsi a Lindon per confessare, altrimenti la situazione peggiorerà, ma Celebrimbor rifiuta, consapevole che ciò segnerebbe la fine della sua carriera di fabbro. Celebrimbor convoca quindi gli altri fabbri, accusandoli di aver fallito, attribuendo la colpa alla loro negligenza e arroganza. Annuncia che sarà loro compito completare i Nove Anelli degli uomini per riparare agli errori commessi. Annatar cerca di confortare i fabbri, dicendo loro di non scoraggiarsi: anche se il loro maestro sembra irragionevole e le sue richieste impossibili, è perché egli comprende quanto dipenda dal loro successo e cerca di guadagnarsi la loro fiducia.
Nel frattempo, nel Lindon,l'Alto Re Gil-galad riceve la lettera di Celebrimbor, in cui egli afferma che la forgia non è più operativa, omettendo tuttavia la forgiatura degli Anelli destinati ai nani. La comandante del sud riferisce a Gil-galad che l’esercito è pronto a partire e che tutto sembra essere sotto controllo nell'Eregion, smentendo i timori di Galadriel, convinta che il loro nemico si trovi a Mordor. Gil-galad, però, riceve una visione dall’anello, in cui scorge chiaramente scene di distruzione.
Elrond raggiunge Gil-galad, informandolo che gli Orchi non sono a Mordor, ma che una loro legione si sta dirigendo verso l'Eregion. Lo esorta quindi a inviare l’esercito, ma Gil-galad rifiuta, credendo che dietro a tutto ciò ci sia l’opera di Sauron. Le loro armate non sono in grado di affrontare simultaneamente sia Adar che Sauron. Nel frattempo, gli Orchi liberano Galadriel e, sorprendentemente, Adar le propone un’alleanza, rivelandole che hanno un nemico comune: Sauron.
Pharazon è ormai divenuto re di Númenor e, per mettere alla prova la lealtà di suo figlio Kemen, gli rivela una profezia fatta dalla madre, secondo la quale il giovane sarebbe destinato ad un tragico destino. Tuttavia, Pharazon promette di rivelargli i dettagli della visione solo se egli porterà a termine un compito, minacciandolo nel caso di fallimento.
Nel frattempo, Elendil manifesta la sua incrollabile fedeltà alla regina reggente Miriel, imprigionata nella torre del suo defunto padre, informandola che anche le Guardie del Mare le restano fedeli. Miriel, desiderosa di comprendere il futuro, chiede a Elendil cosa abbia visto nel Palantír. Elendil confessa di essersi visto perduto, vagando dalla città verso un luogo a lui ignoto. Miriel allora lo sorprende, rivelandogli che la visione è mutata: il regno di Pharazon è parte di un disegno più grande, così come il destino di Elendil stesso. Valandil dice ad Elendil che le Guardie del Mare, fedeli a Miriel, sono state private del loro rango su ordine di Eärien, la figlia di Elendil e compagna di Kemen. Ciò divide padre e figlia su fronti opposti. Con dolore, Elendil consegna la sua spada e le Guardie del Mare gli rendono omaggio in segno di rispetto. Intanto, Pharazon entra in possesso del Palantír, ampliando il suo controllo.
In un antico santuario, si celebra un rito per guidare le anime perdute verso la pace. Tra i partecipanti vi sono Valandil ed Elendil, che depongono una conchiglia luminosa nell’acqua come offerta. Il sacro tempio viene però profanato da Kemen, che agisce su ordine del re, condannandolo alla distruzione. Viene ordinato a tutti di lasciare il luogo, con la forza se necessario. Kemen provoca Elendil, il quale lo colpisce al volto, ma viene immediatamente bloccato dalle guardie.
A quel punto, Valandil attacca Kemen, dando inizio a una lotta feroce. Valandil ha la meglio e potrebbe uccidere Kemen ma si ferma su richiesta di Elendil. Tuttavia, Kemen lo pugnala alle spalle, uccidendolo. Subito dopo, Kemen riferisce alle guardie di informare che è stato Elendil a dare inizio all’insurrezione, distorcendo così la verità.
- Altri interpreti: Kevin Eldon (Narvi), Amelia Kenworthy (Mirdania), Leon Wadham (Kemen), Ema Horvath (Eärien), Alex Tarrant (Valandil), Calam Lynch (Camnir), Sam Hazeldine (Adar), Rachel Payne (Brenna), Laura Jane Matthewson (Revna), Omar Ibrahim (guardia di Númenor), Jeany Spark (comandante dell'esercito del sud), Selina Lo (Rían), Charlie Rix (Vorohil), Conor McCleod (nano nel geode), Adam Woolley (soldato elfico dell'Eregion), William Chubb (Alto sacerdote di Númenor), Sam Parks (anziano fedele), Kai Martin (Zhor), Robert Strange (Glüg).

## Lui dov'è?
- Titolo originale: Where Is He?
- Diretto da: Sanaa Hamri
- Scritto da: Justin Doble

### Trama
Mentre Arondir si addentra nella foresta, scorge tre orchi disertori. Li abbatte, e nella manica di uno di loro trova una mappa per l'Eregion.
Nell'Eregion, Celebrimbor ha bisogno di altro mithril per forgiare i Nove Anelli. Il fabbro è sempre più ossessionato e distratto dal suo lavoro, al punto da dimenticare tutto il resto, persino il nome di Mirdania. Decide perciò di delegare ad Annatar la gestione degli affari di Eregion, affidandogli anche il compito di far visita ai nani per chiedere altro mithril. Nel frattempo, viene trovato un soldato elfo morto, con incisioni in una lingua sconosciuta marchiate sul corpo. Annatar ordina che il corpo venga seppellito in segreto, senza che nessuno lo veda, nemmeno Celebrimbor. Fa credere a Mirdania che Celebrimbor li abbia privati dei loro compiti, e le rivela che l’incisione sul corpo del soldato recita: "Lui dov’è?". Inoltre, si incide una ferita sulla mano alquanto misteriosamente. Quella sera, le vedette avvistano l'esercito di Adar in avvicinamento. Celebrimbor sente il caos causato dal panico per l'imminente invasione ed esce per controllare, ma Annatar crea un'illusione nella sua mente facendogli credere che tutto vada bene e che non ci sia alcun pericolo, spingendolo a tornare al lavoro. Inoltre, quest'ultimo consegna a Celebrimbor della polvere di mithril raffinata da Narvi in persona, fatto alquanto misterioso in quanto a Khazad-dûm non è riuscito a recuperarlo.
Galadriel si trova di fronte ad Adar, deciso a porre fine all’esistenza di Sauron. Adar le rivela un oggetto di immenso potere: la corona di Morgoth. Egli racconta di quando si impadronì della corona dopo aver tradito e ucciso Sauron e spiega che, secondo lui, il potere combinato della corona e degli Anelli elfici potrebbe annientare Sauron in via definitiva. Rivela inoltre di aver capito che Halbrand è Sauron. In un atto di fiducia apparente, Galadriel confessa ad Adar che Halbrand, sotto le spoglie di Sauron, si trova nell'Eregion con l'obiettivo di forgiare anelli che gli permetteranno di dominare tutte le razze della Terra di Mezzo. Non fuggirà finché il suo compito nella fucina non sarà completato. Rivela inoltre che Elrond, con un esercito di elfi e il potere del suo Anello, sta marciando verso l'Eregion. Galadriel sembra pronta a un’alleanza con Adar per distruggere Sauron, ma realizza che Adar l'ha ingannata per farle rivelare dettagli cruciali: ha intenzione di attaccare Sauron da solo e far cadere l'Eregion. Galadriel comprende che il piano di Adar è esattamente ciò che Sauron desidera: non ha un esercito proprio, ma intende fare suo quello di Adar. Cerca di dissuaderlo dall'attacco, invano.
A Númenor, Elendil è condannato a morte per alto tradimento contro Ar-Pharazôn. Tuttavia, in riconoscimento dei suoi molti anni di servizio fedele al regno, gli viene offerta una via di salvezza, a patto che rinunci ai suoi crimini e giuri fedeltà a Pharazon, condizione che rifiuta fermamente. Sua figlia Earien e persino Miriel cercano di convincerlo a piegarsi alla volontà del re per aver salva la vita, ma Elendil rifiuta per fedeltà verso la sua vera regina e nella speranza che Earien ritrovi la retta via. Pertanto, Ar-Pharazôn decide di gettarlo in pasto al verme del mare, il terribile mostro marino che aveva assalito Galadriel e Halbrand quando Elendil li salvò dalla zattera. Quando giunge il momento dello scontro con la creatura , Miriel si presenta dichiarando che il vero crimine è stato commesso in suo nome e che solo lei deve pagare il prezzo. Si getta quindi in acqua, pronta a morire, ma il verme del mare, invece di ucciderla, la risparmia. Il popolo, in preda all’emozione, la acclama come Tar-Miriel, la "Regina del Mare", vedendo in lei la benedizione dei Valar. Furioso, Ar-Pharazôn decide di guardare nel palantír e, per un attimo, entra in contatto con Sauron, sotto le sembianze di Halbrand.
Lo Straniero è tormentato da una visione spaventosa che riguarda Nori. I suoi poteri, ancora indomabili, lo mettono in difficoltà, e sa che dovrà affrontare una prova finale. Tom Bombadil lo conduce in una remota parte del deserto, dove lo Straniero dovrà trovare il suo bastone. Tuttavia, l'area è colma di rami indistinguibili. Tom gli spiega che potrà riconoscere il vero bastone solo quando la visione del suo cuore sarà completamente dedicata al servizio del Fuoco Segreto. Si trova pertanto combattuto tra salvare Nori e trovare il suo bastone. Nel frattempo, Nori cerca di convincere Gundabale a lasciare il deserto, ma gli Sturoi sono decisi a rimanere, poiché quella è la loro dimora. Nori, mossa dal desiderio di proteggere Poppy, è disposta a consegnarsi ai Cavalieri Oscuri per salvare la sua amica. Tuttavia, Poppy, innamorata di Merimac, con cui condivide un bacio, la dissuade in quanto consegnarsi metterebbe tutti a rischio.
A Khazad-dûm, i minatori consegnano ricche quantità d'oro al Re, sempre più corrotto dall'influenza dell'Anello. Annatar si presenta per chiedere altro Mithril, ma Re Durin III rifiuta categoricamente la richiesta. Il suo piano è trarre profitto dalla guerra che incombe sulla Terra di Mezzo, sapendo che un esercito equipaggiato con armi e armature di Mithril sarà inarrestabile, permettendogli di stabilire un prezzo esorbitante. Al disappunto iniziale, Annatar scorgendo in un braciere la visione dell'attacco di un Balrog, compiaciuto desiste e se ne va. Il principe Durin IV, sempre più inquieto, capisce che suo padre è ormai caduto sotto il dominio dell'Anello. Lo esorta, invano, a liberarsene, mentre gli scavi nelle miniere continuano a intensificarsi. Consapevoli della minaccia che il Re rappresenta per Khazad-dûm, Disa e Durin decidono di opporsi. Disa, usando il potere del suo canto, evoca uno sciame di pipistrelli nelle miniere, che si scagliano contro Narvi e i minatori, iniziando così la resistenza contro l'autorità corrotta del Re.
- Altri interpreti: Sam Hazeldine (Adar), Rory Kinnear (Tom Bombadil), Amelia Kenworthy (Mirdania), Will Keen (Lord Belzagar), Leon Wadham (Kemen), Ema Horvath (Eärien), Tanya Moodie (Gundabale Earthauler), Gavi Singh Chera (Merimac), Kevin Eldon (Narvi), Josh Dyer (orco disertore), John Macdonald (orco disertore), Luke Tumber (orco disertore), Simon Haines (comandante Malendol),  Arkie Reece (Kilta), Theo Spofforth (esploratore di Gaudrim), Peter Landi (Marmadas), Silvia Naval (donna fedele), William Chubb (Alto sacerdote di Númenor), Rupert Shelbourne (astante fedele), Robert Strange (Glüg), Kai Martin (Zhor).

## Destinati a morire
- Titolo originale: Doomed to Die
- Diretto da: Charlotte Brändström
- Scritto da: J. D. Payne, Patrick McKay e Justin Doble

### Trama
Celebrimbor, ancora intrappolato dall'illusione di Annatar, continua a forgiare i Nove Anelli destinati agli uomini. A sua insaputa, l'Eregion è in fiamme a causa dei trabocchi di Adar. Mirdania e un soldato chiedono ad Annatar se Celebrimbor abbia ordinato il contrattacco, ma egli, mentendo, afferma che Celebrimbor non lo ritiene necessario, poiché il fiume li proteggerà, e propone di radunare le migliori truppe per guidarle personalmente. Annatar insinua che Celebrimbor abbia perso lucidità, e Mirdania, ingannata, si fida di lui. Adar dirige i trabocchi verso la montagna provocando una frana che ostruisce il fiume, permettendo agli orchi di attaccare le mura della città.
Nel frattempo, a Khazad-dûm, Narvi informa il re Durin III che l'Eregion è sotto assedio, ma il re, invece di agire, vede l’opportunità di trarne profitto e ordina di riprendere gli scavi, ignorando l'opposizione del figlio e di Disa. Elrond giunge a Khazad-dûm, riunendosi con Durin IV e chiedendogli di allearsi per salvare l'Eregion.
Gli orchi iniziano il loro attacco, mentre Celebrimbor realizza finalmente di essere intrappolato in un'illusione. Annatar lo incalza a continuare la forgiatura, ma Celebrimbor gli lancia un martello, che, mancandolo, frantuma una finestra. L’illusione si spezza, e Celebrimbor osserva sconvolto la distruzione dell’Eregion e della sua officina. Scopre che la polvere di mithril usata per forgiare gli anelli degli uomini era in realtà il sangue di Annatar, feritosi precedentemente alla mano. In quel momento, Celebrimbor capisce che Annatar è Sauron e corre ad avvertire Mirdania, la quale però non gli crede. Sauron uccide Mirdania gettandola dalle mura e, con un'altra illusione, fa credere agli elfi che sia stato Celebrimbor. Dunque gli propone un patto: salverà l'Eregion in cambio dei Nove Anelli. Celebrimbor, sconfitto, acconsente.
Nel frattempo, gli elfi guidati da Gil-galad e Elrond giungono nell'Eregion per affrontare gli orchi. Vedendo Galadriel prigioniera degli orchi di Adar, sospendono l’attacco. Adar chiede l'anello di Galadriel in cambio della sua vita, ma Elrond rifiuta, e inscenando un bacio di addio passa di nascosto all'amica la sua spilla, per potersi liberare delle manette.
Il principe Durin IV informa i nani che Sauron è tornato e sta forgiando degli anelli per schiavizzare gli abitanti della Terra di Mezzo, incitandoli ad andare in aiuto degli elfi. Riesce a radunare un'armata, ma sul punto di partire Narvi lo ferma con una notizia: suo padre Durin III ha aggredito i nani a guardia delle miniere e sta scavando ancora personalmente.
L'assedio degli orchi continua, ma gli elfi riescono a distruggere cinque dei trabocchi, costringendo Adar a sospendere l'attacco fino all'alba. Galadriel, intanto, riesce a liberarsi dalle manette e a fuggire dall'accampamemto con l'aiuto del sopraggiunto Arondir.
Celebrimbor completa finalmente i Nove Anelli. In un atto disperato, Celebrimbor getta gli Anelli nel fuoco, ma questi restano intatti. Li nasconde in un sacchetto e, per liberarsi dalle manette, è costretto a mozzarsi un dito. Uscito dalla forgia, colpito cade dalle scale e viene catturato dagli elfi, che, credendo ancora agli inganni di Annatar, cercano di riportarlo nella torre. Tuttavia, Galadriel interviene e ordina di liberarlo. Celebrimbor affida gli Anelli a Galadriel, e, per fare ammenda, decide di tornare indietro e affrontare Sauron con gli altri elfi.
Nel frattempo, gli orchi lanciano un altro attacco, questa volta sfondando le mura con l'aiuto del troll Damrod, poi abbattuto da Gil-galad. Sauron cerca gli anelli, ma Celebrimbor lo sfida dicendo che non sono più lì. Il comandante Malendol tenta di arrestare Sauron, ma egli usa il suo potere per mettere i soldati gli uni contro gli altri, facendoli uccidere tra di loro. Dopo aver ucciso Malendol, Sauron intima a Celebrimbor di consegnargli i Nove.
Al sorgere del sole, i nani non si presentano, gettando Elrond nello sconforto. Arondir affronta Adar, il quale ha la meglio e trafigge l'elfo, lasciandolo a terra gravemente ferito. Infine, Elrond si arrende ad Adar, il quale si appropria di Nenya, l'anello di Galadriel.
- Altri interpreti: Amelia Kenworthy (Mirdania), Kevin Eldon (Narvi), Sam Hazeldine (Adar), Kai Martin (Zhor), Simon Haines (comandante Malendol), Jackson Bews (soldato elfico dell'Eregion), Mark Archer (orco geniere), Selina Lo (Rían), Robert Strange (Glüg), Charlie Rix (Vorohil), Tony McGeever (guardia di palazzo nanica), Bridie Sisson (orco operaio), Tom Slatter (guardia di palazzo nanica), James Meunier (soldato elfico del Lindon), Stephen Shanly (orco geniere), Adam Woolley (soldato elfico dell'Eregion), Jason Smith (voce di Damrod, il troll di collina).

## Ombra e fiamma
- Titolo originale: Shadow and Flame
- Diretto da: Charlotte Brändström
- Scritto da: J. D. Payne e Patrick McKay

### Trama
Il principe Durin IV trova suo padre nella vecchia cava di mithril, intento ad abbattere la barriera che lui stesso aveva fatto erigere. Durin IV implora il padre di togliersi l'anello, ma Durin III non lo ascolta e, infine, abbatte il muro, rivelando il gigantesco giacimento di mithril dietro di esso. Questo causa il risveglio del Balrog nascosto nelle profondità delle miniere. Resosi conto dei suoi errori, Durin III affida il suo anello al figlio e si sacrifica per far crollare la caverna.
Intanto, a Númenor, Ar-Pharazôn accusa Míriel di essere alleata di Sauron, mostrando una pergamena secondo cui il verme del mare è in realtà servo di Sauron, e non dei Valar. Dunque, Ar-Pharazôn dichiara la regina e tutti i suoi alleati traditori. Eärien nasconde il padre, permettendogli di fuggire. Il piano di Elendil è di fuggire nella parte ovest dell'isola, di cui è originario. Míriel però rifiuta di andare con lui, e gli consegna la spada Narsil, per poi farsi arrestare.
Successivamente Ar-Pharazôn invia Kemen nel Pelargir, per prendere il controllo della colonia e trasformarla in una fortezza per i soldati numenoreani, con l'evidente intenzione di tornare nella Terra di Mezzo con un esercito. Quando Kemen giunge nel Pelargir, Isildur sale sulla sua nave per tornare a casa.
Nell'Eregion, Sauron tortura Celebrimbor per farsi dire dove si trovano i Nove Anelli. Il fabbro rifiuta di dirglielo, e lo provoca portando Sauron a ucciderlo in uno scatto di rabbia. In punto di morte, Celebrimbor profetizza che gli Anelli causeranno, un giorno, la rovina di Sauron. Poco dopo, gli orchi irrompono nella forgia e trovano Sauron, il quale li manipola facilmente convincendoli a passare dalla sua parte. La battaglia è ormai vinta dagli orchi e i pochi elfi sopravvissuti, tra cui Elrond, Gil-galad e Arondir, sono fatti prigionieri. Improvvisamente, però, l'armata di nani guidata da Narvi raggiunge l'Eregion, dove ribalta le sorti della battaglia, mettendo in fuga gli orchi.
A Rhûn, lo Straniero decide di rinunciare al suo destino pur di salvare Nori, dunque abbandona la valle in cui l'aveva condotto Tom Bombadil e si reca al villaggio degli Sturoi. Qui scopre che il villaggio è stato conquistato dai cavalieri dell'Oscuro Stregone. Quest'ultimo si presenta come un vecchio amico dello Straniero, e si offre di ripristinare la sua memoria se si unirà a lui, affermando che il suo scopo è distruggere Sauron e dominare la Terra di Mezzo. Lo Straniero rifiuta, consapevole della malvagità dell'Oscuro Stregone, il quale, in risposta, distrugge completamente il villaggio e si dilegua. Rimasti senza casa, gli Sturoi devono migrare in cerca di una nuova terra, e Nori e Poppy decidono di andare con loro, separandosi dallo Straniero, il quale trova, tra le rovine del villaggio distrutto, il proprio bastone. Tornato da Tom, lo Straniero realizza che era tutta una prova, e che scegliendo di salvare le sue amiche si è dimostrato degno del bastone. Dunque, comprende finalmente il suo nome, Gandalf.
Nel frattempo, Galadriel guida la fuga dei cittadini dell'Eregion, ma ben presto viene catturata. Gli orchi la conducono di fronte ad Adar, il cui volto è stato completamente risanato dal potere di Nenya. Adar restituisce l'Anello a Galadriel e le offre nuovamente di allearsi contro Sauron. Questa volta, Galadriel è sul punto di accettare, ma ormai è troppo tardi: gli orchi, soggiogati da Sauron si rivoltano contro Adar e lo uccidono. Sauron duella con Galadriel, prendendosi i Nove e riuscendo quasi a rubarle Nenya. All'ultimo, Galadriel si getta da un dirupo per impedire a Sauron di appropriarsi del suo Anello. Elrond e Gil-galad la trovano, e utilizzano il potere degli Anelli Nenya e Vilya per salvarla. Infine, guidano i sopravvissuti dell'Eregion in una valle nascosta, dove in futuro sorgerà Gran Burrone.
- Altri interpreti: Kevin Eldon (Narvi), Gavi Singh Chera (Merimac), Tanya Moodie (Gundabale Earthauler), Ema Horvath (Eärien), Will Keen (Lord Belzagar), Nia Towle (Estrid), Leon Wadham (Kemen), Sam Hazeldine (Adar), Rory Kinnear (Tom Bombadil), Theo Spofforth (esploratore di Gaudrim), Zates Atour (Brânk), Peter Landi (Marmadas), William Chubb (Alto sacerdote di Númenor), Omar Ibrahim (guardia di Númenor), Anthony Skrimshire (orco arciere malvagio), John Macdonald (orco arciere), Anton Simpson-Tidy (soldato elfico dell'Eregion), Billy Mansell (orco saccheggiatore), Robert Strange (Glüg), Rupert Fawcett (orco sofferente), Gabriel Akuwudike (Hagen), Murray McArthur (Ammred), Thomas Gilbey (Drúv), Jonny James (orco), Stuart Bowman (Barduk), Charlie Rix (Vorohil), Zubin Varla (voci addizionali), Arkie Reece (voci addizionali).